# Oscar za najlepszą piosenkę oryginalną
Nagroda Akademii za najlepszą piosenkę oryginalną (ang. The Academy Award for Best Original Song) – jedna z nagród, którą otrzymują ludzie pracujący w przemyśle filmowym, przyznawana przez Amerykańską Akademię Sztuki i Wiedzy Filmowej (Academy of Motion Picture Arts and Sciences).
Do tej kategorii nominowane są tylko oryginalne piosenki napisane do filmów. Nominacje przyznawane są przez członków Akademii, którzy są kompozytorami lub autorami tekstów piosenek, zaś zwycięzcy są wybierani przez wszystkich członków Akademii. Co ważne, wygrywa twórca piosenki, a nie sam utwór.
Oscar w tej kategorii pierwszy raz został przyznany w 1934.

## Lista nominowanych i zwycięzców

### 1934–1939
| Rok  | Tytuł piosenki nagrodzonej Oscarem | Polski tytuł filmu (Oryginalny tytuł filmu)     | Autor muzyki  | Autor słów     | Źr.   |
| ---- | ---------------------------------- | ----------------------------------------------- | ------------- | -------------- | ----- |
| 1934 | „The Continental”                  | Wesoła rozwódka (The Gay Divorcee)              | Con Conrad    | Herb Magidson  | [ 1 ] |
| 1935 | „Lullaby of Broadway”              | Poszukiwaczki złota 1935 (Gold Diggers of 1935) | Harry Warren  | Al Dubin       | [ 2 ] |
| 1936 | „The Way You Look Tonight”         | Lekkoduch (Swing Time)                          | Jerome Kern   | Dorothy Fields | [ 3 ] |
| 1937 | „Sweet Leilani”                    | Waikiki Wedding                                 | Harry Owens   | Harry Owens    | [ 4 ] |
| 1938 | „Thanks for the Memory”            | Wielka transmisja (The Big Broadcast of 1938)   | Ralph Rainger | Leo Robin      | [ 5 ] |
| 1939 | „Over the Rainbow”                 | Czarnoksiężnik z Oz (The Wizard of Oz)          | Harold Arlen  | E.Y. Harburg   | [ 6 ] |

### 1940–1949
| Rok  | Tytuł piosenki nagrodzonej Oscarem         | Polski tytuł filmu (Oryginalny tytuł filmu) | Autor muzyki     | Autor słów           | Wykonawca                                                         | Źr.    |
| ---- | ------------------------------------------ | ------------------------------------------- | ---------------- | -------------------- | ----------------------------------------------------------------- | ------ |
| 1940 | „When You Wish Upon a Star”                | Pinokio (Pinocchio)                         | Leigh Harline    | Ned Washington       | Cliff Edwards                                                     | [ 7 ]  |
| 1941 | „The Last Time I Saw Paris”                | Lady Be Good                                | Jerome Kern      | Oscar Hammerstein II | Ann Sothern                                                       | [ 8 ]  |
| 1942 | „White Christmas”                          | Gospoda świąteczna (Holiday Inn)            | Irving Berlin    | Irving Berlin        | Bing Crosby i Martha Mears                                        | [ 9 ]  |
| 1943 | „You’ll Never Know”                        | Hello, Frisco, Hello                        | Harry Warren     | Mack Gordon          | Alice Faye                                                        | [ 10 ] |
| 1944 | „Swinging on a Star”                       | Idąc moją drogą (Going My Way)              | Jimmy Van Heusen | Johnny Burke         | Bing Crosby                                                       | [ 11 ] |
| 1945 | „It Might as Well Be Spring”               | State Fair                                  | Richard Rodgers  | Oscar Hammerstein II | Jeanne Crain                                                      | [ 12 ] |
| 1946 | „On the Atchison, Topeka and the Santa Fe” | Dziewczęta Harveya (The Harvey Girls)       | Harry Warren     | Johnny Mercer        | Ben Carter, Marjorie Main, Ray Bolger, Judy Garland i chór        | [ 13 ] |
| 1947 | „Zip-a-Dee-Doo-Dah”                        | Pieśń Południa (Song of the South)          | Allie Wrubel     | Ray Gilbert          | Ray Gilbert                                                       | [ 14 ] |
| 1948 | „Buttons and Bows”                         | Blada twarz (The paleface)                  | Jay Livingston   | Ray Evans            | Bob Hope                                                          | [ 15 ] |
| 1949 | „Baby, It’s Cold Outside”                  | Córka Neptuna (Neptune’s Daughter)          | Frank Loesser    | Frank Loesser        | Ricardo Montalbán i Esther Williams, Red Skelton] i Betty Garrett | [ 16 ] |

### 1950–1959
| Rok  | Tytuł piosenki nagrodzonej Oscarem           | Polski tytuł filmu (Oryginalny tytuł filmu)                  | Autor muzyki     | Autor słów           | Wykonawca                    | Źr.    |
| ---- | -------------------------------------------- | ------------------------------------------------------------ | ---------------- | -------------------- | ---------------------------- | ------ |
| 1950 | „Mona Lisa”                                  | Captain Carey, U.S.A.                                        | Ray Evans        | Jay Livingston       | Nat King Cole                | [ 17 ] |
| 1951 | „In the Cool, Cool, Cool of the Evening”     | Przybywa narzeczony (Here Comes the Groom)                   | Hoagy Carmichael | Johnny Mercer        | Bing Crosby i Jane Wyman     | [ 18 ] |
| 1952 | „Do Not Forsake Me, Oh My Darlin’”           | W samo południe (High Noon)                                  | Dimitri Tiomkin  | Ned Washington       | Tex Ritter                   | [ 19 ] |
| 1953 | „Secret Love”                                | Calamity Jane                                                | Sammy Fain       | Paul Francis Webster | Doris Day                    | [ 20 ] |
| 1954 | „Three Coins in the Fountain”                | Trzy monety w fontannie (Three Coins in the Fountain)        | Jule Styne       | Sammy Cahn           | Frank Sinatra                | [ 21 ] |
| 1955 | „Love Is a Many-Splendored Thing”            | Miłość jest wspaniała (Love Is a Many-Splendored Thing)      | Sammy Fain       | Paul Francis Webster | chór                         | [ 22 ] |
| 1956 | „Que Sera, Sera (Whatever Will Be, Will Be)” | Człowiek, który wiedział za dużo (The Man Who Knew Too Much) | Jay Livingston   | Ray Evans            | Doris Day                    | [ 23 ] |
| 1957 | „All the Way”                                | Komik (The Joker Is Wild)                                    | Jimmy Van Heusen | Sammy Cahn           | Frank Sinatra                | [ 24 ] |
| 1958 | „Gigi”                                       | Gigi                                                         | Frederick Loewe  | Alan Jay Lerner      | Louis Jourdan                | [ 25 ] |
| 1959 | „High Hopes”                                 | Dziura w głowie (A Hole in the Head)                         | Jimmy Van Heusen | Sammy Cahn           | Frank Sinatra i Eddie Hodges | [ 26 ] |

### 1960–1969
1960
Źródło:
| Tytuł piosenki               | Polski tytuł filmu (Oryginalny tytuł filmu) | Autor muzyki     | Autor słów           | Wykonawca                   | Uwagi     |
| ---------------------------- | ------------------------------------------- | ---------------- | -------------------- | --------------------------- | --------- |
| „Ta paidia tu Peiraia”       | Nigdy w niedzielę (Pote tin Kyriaki)        | Manos Hadjidakis | Manos Hadjidakis     | Melina Mercouri             | Wygrana   |
| „The Green Leaves of Summer” | Alamo                                       | Dimitri Tiomkin  | Paul Francis Webster | The Brothers Four           | Nominacja |
| „The Facts of Life”          | The Facts of Life                           | Johnny Mercier   | Johnny Mercier       | Steve Lawrence, Eydie Gormé | Nominacja |
| „The Second Time Around”     | Najwyższy czas (High Time)                  | Jimmy Van Heusen | Sammy Cahn           | Bing Crosby, Henry Mancini  | Nominacja |
| „Faraway Part of Town”       | Pepe                                        | André Previn     | Dory Langdon         | André Previn (fortepian)    | Nominacja |

1961
Źródło:
| Tytuł piosenki            | Polski tytuł filmu (Oryginalny tytuł filmu)      | Autor muzyki     | Autor słów           | Wykonawca             | Uwagi     |
| ------------------------- | ------------------------------------------------ | ---------------- | -------------------- | --------------------- | --------- |
| „Moon River”              | Śniadanie u Tiffany’ego (Breakfast at Tiffany’s) | Henry Mancini    | Johnny Mercer        | Audrey Hepburn        | Wygrana   |
| „Bachelor in Paradise”    | Kawaler w raju (Bachelor in Paradise)            | Henry Mancini    | Mack David           | Henry Mancini         | Nominacja |
| „The Falcon and the Dove” | Cyd (El Cid)                                     | Miklós Rózsa     | Paul Francis Webster | orkiestra symfoniczna | Nominacja |
| „Pocketful of Miracles”   | Arystokracja podziemi (Pocketful of Miracles)    | Jimmy Van Heusen | Sammy Cahn           | chór                  | Nominacja |
| „Town Without Pity”       | Miasto bez litości (Town Without Pity)           | Dimitri Tiomkin  | Ned Washington       | Gene Pitney           | Nominacja |

1962
Źródło:
| Tytuł piosenki           | Polski tytuł filmu (Oryginalny tytuł filmu) | Autor muzyki    | Autor słów           | Wykonawca             | Uwagi     |
| ------------------------ | ------------------------------------------- | --------------- | -------------------- | --------------------- | --------- |
| „Days of Wine and Roses” | Dni wina i róż (Days of Wine and Roses)     | Henry Mancini   | Johnny Mercer        | chór                  | Wygrana   |
| „Follow Me”              | Bunt na Bounty (Mutiny on the Bounty)       | Bronisław Kaper | Paul Francis Webster | chór                  | Nominacja |
| „Tender Is the Night”    | Czuła jest noc (Tender Is the Night)        | Sammy Fain      | Paul Francis Webster | Tony Bennett          | Nominacja |
| „Second Chance”          | Dwoje na huśtawce (Two for the Seesaw)      | André Previn    | Dory Langdon         | Ella Fitzgerald       | Nominacja |
| „Walk on the Wild Side”  | Walk on the Wild Side                       | Elmer Bernstein | Mack David           | Orkiestra symfoniczna | Nominacja |

1963
Źródło:
| Tytuł piosenki                 | Polski tytuł filmu (Oryginalny tytuł filmu)               | Autor muzyki                | Autor słów           | Wykonawca      | Uwagi     |
| ------------------------------ | --------------------------------------------------------- | --------------------------- | -------------------- | -------------- | --------- |
| „Call Me Irresponsible”        | Papa’s Delicate Condition                                 | Jimmy Van Heusen            | Sammy Cahn           | Jackie Gleason | Wygrana   |
| „So Little Time”               | 55 dni w Pekinie (55 Days at Peking)                      | Dimitri Tiomkin             | Paul Francis Webster | Andy Williams  | Nominacja |
| „Charade”                      | Szarada (Charade)                                         | Henry Mancini               | Johnny Mercier       | chór           | Nominacja |
| „It’s a Mad Mad Mad Mad World” | Ten szalony, szalony świat (It’s a Mad Mad Mad Mad World) | Ernest Gold                 | Mack David           | chór           | Nominacja |
| „More”                         | Pieski świat (Mondo cane)                                 | Riz Ortolani, Nino Oliviero | Norman Newell        | Frank Sinatra  | Nominacja |

1964
Źródło:
| Tytuł piosenki                  | Polski tytuł filmu (Oryginalny tytuł filmu)        | Autor muzyki                          | Autor słów                            | Wykonawca     | Uwagi     |
| ------------------------------- | -------------------------------------------------- | ------------------------------------- | ------------------------------------- | ------------- | --------- |
| „Chim Chim Cher-ee”             | Mary Poppins                                       | Richard M. Sherman, Robert B. Sherman | Richard M. Sherman, Robert B. Sherman | Dick Van Dyke | Wygrana   |
| „Dear Heart”                    | Ukochane serce (Dear Heart)                        | Henri Mancini, Ray Evans              | Jack Livingston                       | Andy Williams | Nominacja |
| „Hush... Hush, Sweet Charlotte” | Nie płacz, Charlotto (Hush… Hush, Sweet Charlotte) | Frank De Vol                          | Mack David                            | Al Martino    | Nominacja |
| „My Kind of Town”               | Robin i 7 gangsterów (Robin and the 7 Hoods)       | Jimmy Van Heusen                      | Sammy Cahn                            | Frank Sinatra | Nominacja |
| „Where Love Has Gone”           | Dokąd poszła miłość (Where Love Has Gone)          | Jimmy Van Heusen                      | Sammy Cahn                            | Jack Jones    | Nominacja |

1965
Źródło:
| Tytuł piosenki             | Polski tytuł filmu (Oryginalny tytuł filmu)          | Autor muzyki     | Autor słów           | Wykonawca                  | Uwagi     |
| -------------------------- | ---------------------------------------------------- | ---------------- | -------------------- | -------------------------- | --------- |
| „The Shadow of Your Smile” | Brodziec (The Sandpiper)                             | Johnny Mandel    | Paul Francis Webster | Jack Sheldon               | Wygrana   |
| „The Ballad of Cat Ballou” | Kasia Ballou (Cat Ballou)                            | Jerry Livingston | Mack David           | Nat King Cole, Stubby Kaye | Nominacja |
| „The Sweetheart Tree”      | Wielki wyścig (The Great Race)                       | Henry Mancini    | Johnny Mercier       | Natalie Wood               | Nominacja |
| „I Will Wait for You”      | Parasolki z Cherbourga (Les Parapluies de Cherbourg) | Michel Legrand   | Jacques Demy         | Catherine Deneuve          | Nominacja |
| „What’s New Pussycat?”     | Co słychać, koteczku? (What’s New, Pussycat)         | Burt Bacharach   | Hal David            | Tom Jones                  | Nominacja |

1966
Źródło:
| Tytuł piosenki    | Polski tytuł filmu (Oryginalny tytuł filmu) | Autor muzyki    | Autor słów           | Wykonawca                          | Uwagi     |
| ----------------- | ------------------------------------------- | --------------- | -------------------- | ---------------------------------- | --------- |
| „Born Free”       | Elza z afrykańskiego buszu (Born Free)      | John Barry      | Don Black            | Matt Monro                         | Wygrana   |
| „Alfie”           | Alfie                                       | Burt Bacharach  | Hal David            | Cilla Black                        | Nominacja |
| „A Time for Love” | Amerykańskie marzenia (An American Dream)   | Johnny Mandel   | Paul Francis Webster | Janet Leigh (dubbing: Jackie Ward) | Nominacja |
| „Georgy Girl”     | Georgy Girl                                 | Tom Springfield | Jim Dale             | The Seekers                        | Nominacja |
| „My Wishing Doll” | Hawaje (Hawaii)                             | Elmer Bernstein | Mack David           | Julie Andrews                      | Nominacja |

1967
Źródło:
| Tytuł piosenki             | Polski tytuł filmu (Oryginalny tytuł filmu)           | Autor muzyki                 | Autor słów                   | Wykonawca         | Uwagi     |
| -------------------------- | ----------------------------------------------------- | ---------------------------- | ---------------------------- | ----------------- | --------- |
| „Talk to the Animals”      | Doktor Dolittle (Doctor Dolittle)                     | Leslie Bricusse              | Leslie Bricusse              | Rex Harrison      | Wygrana   |
| „The Eyes of Love”         | Banning                                               | Quincy Jones                 | Bob Russell                  | Gil Bernal        | Nominacja |
| „The Look of Love”         | Casino Royale                                         | Burt Bacharach               | Hal David                    | Dusty Springfield | Nominacja |
| „The Bare Necessities”     | Księga dżungli (The Jungle Book)                      | Terry Gilkison               | Terry Gilkison               | The Crew Nuts     | Nominacja |
| „Thoroughly Modern Millie” | Na wskroś nowoczesna Millie (Thoroughly Modern Millie | Jimmy Van Heusen, Sammy Cahn | Jimmy Van Heusen, Sammy Cahn | Julie Andrews     | Nominacja |

1968
Źródło:
| Tytuł piosenki            | Polski tytuł filmu (Oryginalny tytuł filmu)        | Autor muzyki                          | Autor słów                            | Wykonawca        | Uwagi     |
| ------------------------- | -------------------------------------------------- | ------------------------------------- | ------------------------------------- | ---------------- | --------- |
| „Windmills of Your Mind”  | Sprawa Thomasa Crowna (The Thomas Crown Affair)    | Michel Legrand                        | Alan Bergman, Marilyn Bergman         | Noel Harrison    | Wygrana   |
| „Chitty Chitty Bang Bang” | Nasz cudowny samochodzik (Chitty Chitty Bang Bang) | Richard M. Sherman, Robert B. Sherman | Richard M. Sherman, Robert B. Sherman | Dick Van Dyke    | Nominacja |
| „For Love of Ivy”         | Z miłości Ivy (For Love of Ivy)                    | Quincy Jones                          | Bob Russell                           | Rita Moss        | Nominacja |
| „Funny Girl”              | Zabawna dziewczyna (Funny Girl)                    | Jule Styne                            | Bob Merill                            | Barbra Streisand | Nominacja |
| „Star!”                   | Gwiazda! (Star!)                                   | Jimmy Van Heusen                      | Sammy Cahn                            | Julie Andrews    | Nominacja |

1969
Źródło:
| Tytuł piosenki                              | Polski tytuł filmu (Oryginalny tytuł filmu)               | Autor muzyki    | Autor słów                    | Wykonawca      | Uwagi     |
| ------------------------------------------- | --------------------------------------------------------- | --------------- | ----------------------------- | -------------- | --------- |
| „Raindrops Keep Fallin’ on My Head”         | Butch Cassidy i Sundance Kid                              | Burt Bacharach  | Hal David                     | B.J. Thomas    | Wygrana   |
| „What Are You Doing the Rest of Your Life?” | Szczęśliwe zakończenie (The Happy Ending)                 | Michel Legrand  | Alan Bergman, Marilyn Bergman | Michael Dees   | Nominacja |
| „Jean”                                      | Pełnia życia panny Brodie (The Prime of Miss Jean Brodie) | Rod McKuen      | Rod McKuen                    | Rod McKuen     | Nominacja |
| „Come Saturday Morning”                     | Bezpłodna kukułka (The Sterile Cuckoo)                    | Fred Karlin     | Dory Previn                   | The Sandpipers | Nominacja |
| „True Grit”                                 | Prawdziwe męstwo (True Grit)                              | Elmer Bernstein | Don Black                     | Campbell Glen  | Nominacja |

### 1970–1979
1970
Źródło:
| Tytuł piosenki                | Polski tytuł filmu (Oryginalny tytuł filmu)   | Autor muzyki    | Autor słów                    | Wykonawca                          | Uwagi     |
| ----------------------------- | --------------------------------------------- | --------------- | ----------------------------- | ---------------------------------- | --------- |
| „For All We Know”             | Zakochani i inni (Lovers and Other Strangers) | Fred Karlin     | Robb Royer, Jimmy Griffin     | Larry Meredith                     | Wygrana   |
| „Whistling Away the Dark”     | Urocza Lili (Darling Lili)                    | Henry Mancini   | Johnny Mercer                 | Julie Andrews                      | Nominacja |
| „Till Love Touches Your Life” | Madron (His Name Was Madron)                  | Riz Ortolani    | Arthur Hamilton               | Jan Daley                          | Nominacja |
| „Pieces of Dreams”            | Pieces of Dreams                              | Michel Legrand  | Alan Bergman, Marilyn Bergman | Shirley Bassey                     | Nominacja |
| „Thank You Very Much”         | Opowieść wigilijna (Scrooge)                  | Leslie Bricusse | Leslie Bricusse               | Anton Rodgers, Albert Finney, chór | Nominacja |

1971
Źródło:
| Tytuł piosenki                  | Polski tytuł filmu (Oryginalny tytuł filmu)                | Autor muzyki                          | Autor słów                            | Wykonawca       | Uwagi     |
| ------------------------------- | ---------------------------------------------------------- | ------------------------------------- | ------------------------------------- | --------------- | --------- |
| „Theme from Shaft”              | Shaft                                                      | Isaac Hayes                           | Isaac Hayes                           | Isaac Hayes     | Wygrana   |
| „The Age of Not Believing”      | Gałki od łóżka i kije od miotły (Bedknobs and Broomsticks) | Richard M. Sherman, Robert B. Sherman | Richard M. Sherman, Robert B. Sherman | Angela Lansbury | Nominacja |
| „Bless the Beasts and Children” | Szkoła kowbojów (Bless the Beasts and Children)            | Barry DeVorzon, Perry Botkin Jr.      | Barry DeVorzon, Perry Botkin Jr.      | The Carpenters  | Nominacja |
| „Life Is What You Make It”      | Kotch                                                      | Marvin Hamlisch                       | Johnny Mercer                         | Walter Matthau  | Nominacja |
| „All His Children”              | Rodzina Stamperów (Sometimes a Great Notion)               | Henry Mancini                         | Alan Bergman, Marilyn Bergman         | Charley Pride   | Nominacja |

1972
Źródło:
| Tytuł piosenki                  | Polski tytuł filmu (Oryginalny tytuł filmu)             | Autor muzyki              | Autor słów                    | Wykonawca               | Uwagi     |
| ------------------------------- | ------------------------------------------------------- | ------------------------- | ----------------------------- | ----------------------- | --------- |
| „The Morning After”             | Tragedia „Posejdona” (The Poseidon Adventure)           | Al Kasha, Joel Hirschhorn | Al Kasha, Joel Hirschhorn     | Maureen McGovern        | Wygrana   |
| „Ben”                           | Ben                                                     | Walter Scharf             | Don Black                     | Michael Jackson         | Nominacja |
| „Marmalade, Molasses and Honey” | Sędzia z Teksasu (The Life and Times of Judge Roy Bean) | Maurice Jarre             | Marilyn Bergman, Alan Bergman | Andy Williams           | Nominacja |
| „Come Follow, Follow Me”        | The Little Ark                                          | Fred Karlin               | Marsha Karlin                 | The Springfield Revival | Nominacja |
| „Strange Are the Ways of Love”  | The Stepmother                                          | Sammy Fain                | Paul Francis Webster          |                         | Nominacja |

1973
Źródło:
| Tytuł piosenki                | Polski tytuł filmu (Oryginalny tytuł filmu)         | Autor muzyki                    | Autor słów                      | Wykonawca             | Uwagi     |
| ----------------------------- | --------------------------------------------------- | ------------------------------- | ------------------------------- | --------------------- | --------- |
| „The Way We Were”             | Tacy byliśmy (The Way We Were)                      | Marvin Hamlisch                 | Alan Bergman, Marilyn Bergman   | Barbra Streisand      | Wygrana   |
| „Nice to Be Around”           | Przepustka dla marynarza (Cinderella Liberty)       | John Williams                   | Paul Williams                   | Maureen McGovern      | Nominacja |
| „Live and Let Die”            | Żyj i pozwól umrzeć (Live and Let Die)              | Paul McCartney, Linda McCartney | Paul McCartney, Linda McCartney | Paul McCartney, Wings | Nominacja |
| „Love”                        | Robin Hood                                          | George Bruns                    | Floyd Huddleston                | Nancy Adams           | Nominacja |
| „All That Love Went to Waste” | Miłość w godzinach nadliczbowych (A Touch of class) | George Barrie                   | Sammy Cahn                      | Madeline Bell         | Nominacja |

1974
Źródło:
| Tytuł piosenki                      | Polski tytuł filmu (Oryginalny tytuł filmu) | Autor muzyki              | Autor słów                | Wykonawca        | Uwagi     |
| ----------------------------------- | ------------------------------------------- | ------------------------- | ------------------------- | ---------------- | --------- |
| „We May Never Love Like This Again” | Płonący wieżowiec (The Towering Inferno)    | Al Kasha, Joel Hirschhorn | Al Kasha, Joel Hirschhorn | Maureen McGovern | Wygrana   |
| „Benji’s Theme (I Feel Love)”       | Benji                                       | Euel Box                  | Betty Box                 | Charlie Rich     | Nominacja |
| „Blazing Saddles”                   | Płonące siodła (Blazing Saddles)            | John Morris               | Mel Brooks                | Frankie Laine    | Nominacja |
| „Wherever Love Takes Me”            | Złoto (Gold)                                | Elmer Bernstein           | Don Black                 | Maureen McGovern | Nominacja |
| „Little Prince”                     | Mały Książę (The Little Prince)             | Frederick Loewe           | Alan Jay Lerner           | Richard Kiley    | Nominacja |

1975
Źródło:
| Tytuł piosenki                      | Polski tytuł filmu (Oryginalny tytuł filmu) | Autor muzyki          | Autor słów            | Wykonawca          | Uwagi     |
| ----------------------------------- | ------------------------------------------- | --------------------- | --------------------- | ------------------ | --------- |
| „I’m Easy”                          | Nashville                                   | Keith Carradine       | Keith Carradine       | Keith Carradine    | Wygrana   |
| „How Lucky Can You Get”             | Zabawna dama (Funny Lady)                   | Fred Ebb, John Kander | Fred Ebb, John Kander | Barbra Streisand   | Nominacja |
| „Do You Know Where You’re Going to” | Mahogany                                    | Michael Masser        | Gerry Goffin          | Polly Brown        | Nominacja |
| „Richard’s Window”                  | The Other Side of the Mountain              | Charles Fox           | Norman Gimbel         | Olivia Newton-John | Nominacja |
| „Now That We’re in Love”            | Whiffs                                      | George Barrie         | Sammy Cahn            | Steve Lawrence     | Nominacja |

1976
Źródło:
| Tytuł piosenki           | Polski tytuł filmu (Oryginalny tytuł filmu)                  | Autor muzyki     | Autor słów                 | Wykonawca        | Uwagi     |
| ------------------------ | ------------------------------------------------------------ | ---------------- | -------------------------- | ---------------- | --------- |
| „Evergreen”              | Narodziny gwiazdy (A Star Is Born)                           | Barbra Streisand | Paul Williams              | Barbra Streisand | Wygrana   |
| „A World That Never Was” | Half a House                                                 | Sammy Fain       | Paul Francis Webster       | Susie Brabeau    | Nominacja |
| „Ave Satani”             | Omen (The Omen)                                              | Jerry Goldsmith  | Jerry Goldsmith            | chór             | Nominacja |
| „Come to Me”             | Różowa Pantera kontratakuje (The Pink Panther Strikes Again) | Henry Mancini    | Don Black                  | Tom Jones        | Nominacja |
| „Gonna Fly Now”          | Rocky                                                        | Bill Conti       | Carol Connors, Ayn Robbins | Bill Conti       | Nominacja |

1977
Źródło:
| Tytuł piosenki                         | Polski tytuł filmu (Oryginalny tytuł filmu)      | Autor muzyki                          | Autor słów                            | Wykonawca                         | Uwagi     |
| -------------------------------------- | ------------------------------------------------ | ------------------------------------- | ------------------------------------- | --------------------------------- | --------- |
| „You Light Up My Life”                 | You Light Up My Life                             | Joseph Brooks                         | Joseph Brooks                         | Kvitka Cisyk                      | Wygrana   |
| „Candle on the Water”                  | Pete’s Dragon                                    | Al Kasha, Joel Hirschhorn             | Al Kasha, Joel Hirschhorn             | Helen Reddy                       | Nominacja |
| „Someone’s Waiting for You”            | Bernard i Bianka (The Rescuers)                  | Sammy Fain                            | Carol Connors, Ayn Robbins            | Michelle Stacy                    | Nominacja |
| „He Danced with Me/She Danced with Me” | Pantofelek i róża (Slipper and the Rose)         | Richard M. Sherman, Robert B. Sherman | Richard M. Sherman, Robert B. Sherman | Richard Chamberlain, Gemma Craven | Nominacja |
| „Nobody Does It Better”                | Szpieg, który mnie kochał (The Spy Who Loved Me) | Marvin Hamlisch                       | Carole Bayer Sager                    | Carly Simon                       | Nominacja |

1978
Źródło:
| Tytuł piosenki                   | Polski tytuł filmu (Oryginalny tytuł filmu)     | Autor muzyki                          | Autor słów                            | Wykonawca                  | Uwagi     |
| -------------------------------- | ----------------------------------------------- | ------------------------------------- | ------------------------------------- | -------------------------- | --------- |
| „Last Dance”                     | Dzięki Bogu już piątek (Thank God It's Friday)  | Paul Jabara                           | Paul Jabara                           | Donna Summer               | Wygrana   |
| „Ready to Take a Chance Again”   | Nieczyste zagranie (Foul Play)                  | Charles Fox                           | Norman Gimbel                         | Barry Manilow              | Nominacja |
| „Hopelessly Devoted to You”      | Grease                                          | John Farrar                           | John Farrar                           | Olivia Newton-John         | Nominacja |
| „When You’re Loved”              | The Magic of Lassie                             | Richard M. Sherman, Robert B. Sherman | Richard M. Sherman, Robert B. Sherman | Debby Boone                | Nominacja |
| „The Last Time I Felt Like This” | Za rok o tej samej porze (Same Time, Next Year) | Marvin Hamlisch                       | Alan Bergman, Marilyn Bergman         | Johnny Mathis, Jane Olivor | Nominacja |

1979
Źródło:
| Tytuł piosenki             | Polski tytuł filmu (Oryginalny tytuł filmu) | Autor muzyki                  | Autor słów                    | Wykonawca          | Uwagi     |
| -------------------------- | ------------------------------------------- | ----------------------------- | ----------------------------- | ------------------ | --------- |
| „It Goes Like It Goes”     | Norma Rae                                   | David Shire                   | Norman Gimbel                 | Jennifer Warnes    | Wygrana   |
| „Through the Eyes of Love” | Zamki na lodzie (Ice Castles)               | Marvin Hamlisch               | Carole Bayer Sager            | Melissa Manchester | Nominacja |
| „The Rainbow Connection”   | Wielka wyprawa muppetów (The Muppet Movie)  | Paul Williams, Kenneth Ascher | Paul Williams, Kenneth Ascher | Jim Henson         | Nominacja |
| „I’ll Never Say Goodbye”   | The Promise                                 | David Shire                   | Alan Bergman, Marilyn Bergman | Melissa Manchester | Nominacja |
| „It’s Easy to Say”         | Dziesiątka (10)                             | Henry Mancini                 | Robert Wells                  | Henry Mancini      | Nominacja |

### 1980–1989
1980
Źródło:
| Tytuł piosenki       | Polski tytuł filmu (Oryginalny tytuł filmu) | Autor muzyki  | Autor słów     | Wykonawca      | Uwagi     |
| -------------------- | ------------------------------------------- | ------------- | -------------- | -------------- | --------- |
| „Fame”               | Sława (Fame)                                | Michael Gore  | Dean Pitchford | Irene Cara     | Wygrana   |
| „People Alone”       | Konkurs (The Competition)                   | Lalo Schifrin | Will Jennings  | Randy Crawford | Nominacja |
| „Out Here on My Own” | Sława (Fame)                                | Michael Gore  | Lesley Gore    | Irene Cara     | Nominacja |
| „On the Road Again”  | Honeysuckle Rose                            | Willie Nelson | Willie Nelson  | Willie Nelson  | Nominacja |
| „9 to 5”             | Od dziewiątej do piątej (Nine to Five)      | Dolly Parton  | Dolly Parton   | Dolly Parton   | Nominacja |

1981
Źródło:
| Tytuł piosenki                          | Polski tytuł filmu (Oryginalny tytuł filmu) | Autor muzyki                                                       | Autor słów                                                         | Wykonawca                  | Uwagi     |
| --------------------------------------- | ------------------------------------------- | ------------------------------------------------------------------ | ------------------------------------------------------------------ | -------------------------- | --------- |
| „Arthur’s Theme (Best That You Can Do)” | Artur (Arthur)                              | Burt Bacharach, Christopher Cross, Carole Bayer Sager, Peter Allen | Burt Bacharach, Christopher Cross, Carole Bayer Sager, Peter Allen | Christopher Cross          | Wygrana   |
| „Endless Love”                          | Niekończąca się miłość (Endless Love)       | Lionel Richie                                                      | Lionel Richie                                                      | Diana Ross, Lionel Richie  | Nominacja |
| „For Your Eyes Only”                    | Tylko dla twoich oczu (For Your Eyes Only)  | Bill Conti                                                         | Mick Leeson                                                        | Sheena Easton              | Nominacja |
| „The First Time It Happens”             | Muppety na tropie (The Great Muppet Caper)  | Joe Raposo                                                         | Joe Raposo                                                         | Frank Oz, Jim Henson, chór | Nominacja |
| „One More Hour”                         | Ragtime                                     | Randy Newman                                                       | Randy Newman                                                       | Jennifer Warnes            | Nominacja |

1982
Źródło:
| Tytuł piosenki                       | Polski tytuł filmu (Oryginalny tytuł filmu)      | Autor muzyki                      | Autor słów                    | Wykonawca                   | Uwagi     |
| ------------------------------------ | ------------------------------------------------ | --------------------------------- | ----------------------------- | --------------------------- | --------- |
| „Up Where We Belong”                 | Oficer i dżentelmen (An Officer and a Gentleman) | Jack Nitzsche, Buffy Sainte-Marie | Will Jennings                 | Joe Cocker, Jennifer Warnes | Wygrana   |
| „How Do You Keep the Music Playing?” | Najlepsi przyjaciele (Best Friends)              | Michel Legrand                    | Alan Bergman, Marilyn Bergman | Patti Austin, James Ingram  | Nominacja |
| „Eye of the Tiger”                   | Rocky III                                        | Jim Peterik, Frankie Sullivan     | Jim Peterik, Frankie Sullivan | Survivor                    | Nominacja |
| „It Might Be You”                    | Tootsie                                          | Dave Grusin                       | Alan Bergman, Marilyn Bergman | Stephen Bishop              | Nominacja |
| „If We Were In Love”                 | Yes, Giorgio                                     | John Williams                     | Alan Bergman, Marilyn Bergman | Luciano Pavarotti           | Nominacja |

1983
Źródło:
| Tytuł piosenki              | Polski tytuł filmu (Oryginalny tytuł filmu) | Autor muzyki                      | Autor słów                        | Wykonawca        | Uwagi     |
| --------------------------- | ------------------------------------------- | --------------------------------- | --------------------------------- | ---------------- | --------- |
| „Flashdance…What a Feeling” | Flashdance                                  | Giorgio Moroder                   | Keith Forsey, Irene Cara          | Irene Cara       | Wygrana   |
| „Maniac”                    | Flashdance                                  | Michael Sembello, Dennis Matkosky | Michael Sembello, Dennis Matkosky | Michael Sembello | Nominacja |
| „Over You”                  | Pod czułą kontrolą (Tender Mercies)         | Austin Roberts, Bobby Hart        | Austin Roberts, Bobby Hart        | Betty Buckley    | Nominacja |
| „Papa, Can You Hear Me?”    | Jentł (Yentl)                               | Michel Legrand                    | Alan Bergman, Marilyn Bergman     | Barbra Streisand | Nominacja |
| „The Way He Makes Me Feel”  | Jentł (Yentl)                               | Michel Legrand                    | Alan Bergman, Marilyn Bergman     | Barbra Streisand | Nominacja |

1984
Źródło:
| Tytuł piosenki                             | Polski tytuł filmu (Oryginalny tytuł filmu) | Autor muzyki                  | Autor słów                    | Wykonawca        | Uwagi     |
| ------------------------------------------ | ------------------------------------------- | ----------------------------- | ----------------------------- | ---------------- | --------- |
| „I Just Called to Say I Love You”          | Kobieta w czerwieni (The Woman in Red)      | Stevie Wonder                 | Stevie Wonder                 | Stevie Wonder    | Wygrana   |
| „Against All Odds (Take a Look at Me Now)” | Przeciw wszystkim (Against All Odds)        | Phil Collins                  | Phil Collins                  | Phil Collins     | Nominacja |
| „Footloose”                                | Footloose                                   | Kenny Loggins, Dean Pitchford | Kenny Loggins, Dean Pitchford | Kenny Loggins    | Nominacja |
| „Let’s Hear It for the Boy”                | Footloose                                   | Tom Snow, Dean Pitchford      | Tom Snow, Dean Pitchford      | Deniece Williams | Nominacja |
| „Ghostbusters”                             | Pogromcy duchów (Ghost Busters)             | Ray Parker Jr.                | Ray Parker Jr.                | Ray Parker Jr.   | Nominacja |

1985
Źródło:
| Tytuł piosenki                | Polski tytuł filmu (Oryginalny tytuł filmu) | Autor muzyki                | Autor słów                                 | Wykonawca                    | Uwagi     |
| ----------------------------- | ------------------------------------------- | --------------------------- | ------------------------------------------ | ---------------------------- | --------- |
| „Say You, Say Me”             | Białe noce (White Nights)                   | Lionel Richie               | Lionel Richie                              | Lionel Richie                | Wygrana   |
| „The Power of Love”           | Powrót do przyszłości (Back to the Future)  | Chris Hayes, Johnny Colla   | Huey Lewis                                 | Huey Lewis and the News      | Nominacja |
| „Surprise, Surprise”          | Chór (A Chorus Line)                        | Marvin Hamlisch             | Edward Kleban                              | Gregg Burge                  | Nominacja |
| „Miss Celie’s Blues (Sister)” | Kolor purpury (The Color Purple)            | Quincy Jones, Rod Temperton | Quincy Jones, Rod Temperton, Lionel Richie | Táta Vega                    | Nominacja |
| „Separate Lives”              | Białe noce (White Nights)                   | Stephen Bishop              | Stephen Bishop                             | Phil Collins, Marilyn Martin | Nominacja |

1986
Źródło:
| Tytuł piosenki            | Polski tytuł filmu (Oryginalny tytuł filmu)  | Autor muzyki               | Autor słów               | Wykonawca                       | Uwagi     |
| ------------------------- | -------------------------------------------- | -------------------------- | ------------------------ | ------------------------------- | --------- |
| „Take My Breath Away”     | Top Gun                                      | Giorgio Moroder            | Tom Whitlock             | Berlin                          | Wygrana   |
| „Somewhere Out There”     | Amerykańska opowieść (An American Tail)      | James Horner, Barry Mann   | Cynthia Weil             | Phillip Glasser, Betsy Cathcart | Nominacja |
| „Glory of Love”           | Karate Kid II                                | Peter Cetera, David Foster | Peter Cetera, Diane Nini | Peter Cetera                    | Nominacja |
| „Mean Green Mother”       | Krwiożercza roślina (Little Shop of Horrors) | Alan Menken                | Howard Ashman            | Levi Stubbs                     | Nominacja |
| „Life in a Looking Glass” | Takie jest życie (That’s Life!)              | Henry Mancini              | Leslie Bricusse          | Tony Bennett                    | Nominacja |

1987
Źródło:
| Tytuł piosenki                   | Polski tytuł filmu (Oryginalny tytuł filmu)        | Autor muzyki                                    | Autor słów                                  | Wykonawca                         | Uwagi     |
| -------------------------------- | -------------------------------------------------- | ----------------------------------------------- | ------------------------------------------- | --------------------------------- | --------- |
| „(I’ve Had) The Time of My Life” | Dirty Dancing                                      | Franke Previte, John DeNicola, Donald Markowitz | Franke Previte                              | Bill Medley, Jennifer Warnes      | Wygrana   |
| „Shakedown”                      | Gliniarz z Beverly Hills II (Beverly Hills Cop II) | Harold Faltermeyer, Keith Forsey                | Harold Faltermeyer, Keith Forsey, Bob Seger | Bob Seger                         | Nominacja |
| „Cry Freedom”                    | Krzyk wolności (Cry Freedom)                       | George Fenton, Jonas Gwangwa                    | George Fenton, Jonas Gwangwa                | Dave Matthews, Dave Matthews Band | Nominacja |
| „Nothing’s Gonna Stop Us Now”    | Manekin (Mannequin)                                | Albert Hammond, Diane Warren                    | Albert Hammond, Diane Warren                | Starship                          | Nominacja |
| „Storybook Love”                 | Narzeczona dla księcia (The Princess Bride)        | Willy DeVille                                   | Willy DeVille                               | Willy DeVille                     | Nominacja |

1988
Źródło:
| Tytuł piosenki      | Polski tytuł filmu (Oryginalny tytuł filmu) | Autor muzyki  | Autor słów   | Wykonawca      | Uwagi     |
| ------------------- | ------------------------------------------- | ------------- | ------------ | -------------- | --------- |
| „Let the River Run” | Pracująca dziewczyna (Working girl)         | Carly Simon   | Carly Simon  | Carly Simon    | Wygrana   |
| „Calling You”       | Bagdad Café (Out of Rosenheim)              | Bob Telson    | Bob Telson   | Jevetta Steele | Nominacja |
| „Two Hearts”        | Buster                                      | Lamont Dozier | Phil Collins | Phil Collins   | Nominacja |

1989
Źródło:
| Tytuł piosenki               | Polski tytuł filmu (Oryginalny tytuł filmu) | Autor muzyki    | Autor słów                    | Wykonawca          | Uwagi     |
| ---------------------------- | ------------------------------------------- | --------------- | ----------------------------- | ------------------ | --------- |
| „Under the Sea”              | Mała Syrenka (The Little Mermaid)           | Alan Menken     | Howard Ashman                 | Samuel E. Wright   | Wygrana   |
| „After All”                  | Wszystko jest możliwe (Chances Are)         | Tom Snow        | Dean Pitchford                | Cher, Peter Cetera | Nominacja |
| „Kiss the Girl”              | Mała Syrenka (The Little Mermaid)           | Alan Menken     | Howard Ashman                 | Samuel E. Wright   | Nominacja |
| „I Love to See You Smile”    | Spokojnie, tatuśku (Parenthood)             | Randy Newman    | Randy Newman                  | Randy Newman       | Nominacja |
| „The Girl Who Used to Be Me” | Shirley Valentine                           | Marvin Hamlisch | Alan Bergman, Marilyn Bergman | Patti Austin       | Nominacja |

### 1990–1999
1990
Źródło:
| Tytuł piosenki                          | Polski tytuł filmu (Oryginalny tytuł filmu)       | Autor muzyki     | Autor słów       | Wykonawca                | Uwagi     |
| --------------------------------------- | ------------------------------------------------- | ---------------- | ---------------- | ------------------------ | --------- |
| „Sooner or Later (I Always Get My Man)” | Dick Tracy                                        | Stephen Sondheim | Stephen Sondheim | Madonna                  | Wygrana   |
| „Promise Me You’ll Remember”            | Ojciec chrzestny III (The Godfather: Part III)    | Carmine Coppola  | John Bettis      | Harry Connick Jr.        | Nominacja |
| „Somewhere in My Memory”                | Kevin sam w domu (Home Alone)                     | John Williams    | Leslie Bricusse  | John Williams            | Nominacja |
| „I’m Checkin’ Out”                      | Pocztówki znad krawędzi (Postcards from the Edge) | Shel Silverstein | Shel Silverstein | Meryl Streep, Blue Rodeo | Nominacja |
| „Blaze of Glory”                        | Młode strzelby II (Young Guns II)                 | Jon Bon Jovi     | Jon Bon Jovi     | Jon Bon Jovi             | Nominacja |

1991
Źródło:
| Tytuł piosenki                      | Polski tytuł filmu (Oryginalny tytuł filmu)                 | Autor muzyki  | Autor słów                     | Wykonawca                                                                     | Uwagi     |
| ----------------------------------- | ----------------------------------------------------------- | ------------- | ------------------------------ | ----------------------------------------------------------------------------- | --------- |
| „Beauty and the Beast”              | Piękna i Bestia (Beauty and the Beast)                      | Alan Menken   | Howard Ashman                  | Céline Dion, Peabo Bryson                                                     | Wygrana   |
| „Be Our Guest”                      | Piękna i Bestia (Beauty and the Beast)                      | Alan Menken   | Howard Ashman                  | Jerry Orbach, Angela Lansbury, chór                                           | Nominacja |
| „Belle”                             | Piękna i Bestia (Beauty and the Beast)                      | Alan Menken   | Howard Ashman                  | Paige O’Hara, Richard White, Alec Murphy, Mary Kay Bergman, Kath Soucie, chór | Nominacja |
| „When You’re Alone”                 | Hook                                                        | John Williams | Leslie Bricusse                | Amber Scott                                                                   | Nominacja |
| „(Everything I Do) I Do It for You” | Robin Hood: Książę złodziei (Robin Hood: Prince of Thieves) | Michael Kamen | Bryan Adams, Robert John Lange | Bryan Adams                                                                   | Nominacja |

1992
Źródło:
| Tytuł piosenki               | Polski tytuł filmu (Oryginalny tytuł filmu) | Autor muzyki | Autor słów     | Wykonawca                         | Uwagi     |
| ---------------------------- | ------------------------------------------- | ------------ | -------------- | --------------------------------- | --------- |
| „A Whole New World”          | Aladyn (Aladdin)                            | Alan Menken  | Tim Rice       | Peabo Bryson, Regina Belle        | Wygrana   |
| „Friend Like Me”             | Aladyn (Aladdin)                            | Alan Menken  | Howard Ashman  | Robin Williams                    | Nominacja |
| „I Have Nothing”             | Bodyguard                                   | David Foster | Linda Thompson | Whitney Houston                   | Nominacja |
| „Run to You”                 | Bodyguard                                   | Jud Friedman | Allan Rich     | Whitney Houston                   | Nominacja |
| „Beautiful Maria of My Soul” | Królowie mambo (The Mambo Kings)            | Robert Kraft | Arne Glimcher  | Antonio Banderas, Mambo All-Stars | Nominacja |

1993
Źródło:
| Tytuł piosenki            | Polski tytuł filmu (Oryginalny tytuł filmu)      | Autor muzyki                                    | Autor słów                                      | Wykonawca                  | Uwagi     |
| ------------------------- | ------------------------------------------------ | ----------------------------------------------- | ----------------------------------------------- | -------------------------- | --------- |
| „Streets of Philadelphia” | Filadelfia (Philadelphia)                        | Bruce Springsteen                               | Bruce Springsteen                               | Bruce Springsteen          | Wygrana   |
| „The Day I Fell in Love”  | Beethoven 2 (Beethoven’s 2nd)                    | Carole Bayer Sager, James Ingram, Cliff Magness | Carole Bayer Sager, James Ingram, Cliff Magness | Dolly Parton, James Ingram | Nominacja |
| „Philadelphia”            | Filadelfia (Philadelphia)                        | Neil Young                                      | Neil Young                                      | Bruce Springsteen          | Nominacja |
| „Again”                   | Poetic Justice – Film o miłości (Poetic Justice) | Janet Jackson, Jimmy Jam i Terry Lewis          | Janet Jackson, Jimmy Jam i Terry Lewis          | Janet Jackson              | Nominacja |
| „A Wink and a Smile”      | Bezsenność w Seattle (Sleepless in Seattle)      | Marc Shaiman                                    | Ramsey McLean                                   | Harry Connick Jr.          | Nominacja |

1994
Źródło:
| Tytuł piosenki                  | Polski tytuł filmu (Oryginalny tytuł filmu) | Autor muzyki                                                       | Autor słów                                                         | Wykonawca                                                  | Uwagi     |
| ------------------------------- | ------------------------------------------- | ------------------------------------------------------------------ | ------------------------------------------------------------------ | ---------------------------------------------------------- | --------- |
| „Can You Feel the Love Tonight” | Król lew (The Lion King)                    | Elton John                                                         | Tim Rice                                                           | Elton John                                                 | Wygrana   |
| „Look What Love Has Done”       | Junior                                      | Carole Bayer Sager, James Newton Howard, James Ingram, Patty Smyth | Carole Bayer Sager, James Newton Howard, James Ingram, Patty Smyth | Patty Smyth                                                | Nominacja |
| „Circle of Life”                | Król lew (The Lion King)                    | Elton John                                                         | Tim Rice                                                           | Elton John                                                 | Nominacja |
| „Hakuna Matata”                 | Król lew (The Lion King)                    | Elton John                                                         | Tim Rice                                                           | Nathan Lane, Ernie Sabella, Jason Weaver i Joseph Williams | Nominacja |
| „Make Up Your Mind”             | Zawód: dziennikarz (The Paper)              | Randy Newman                                                       | Randy Newman                                                       | Bucks Fizz                                                 | Nominacja |

1995
Źródło:
| Tytuł piosenki                        | Polski tytuł filmu (Oryginalny tytuł filmu) | Autor muzyki                                  | Autor słów                                    | Wykonawca    | Uwagi     |
| ------------------------------------- | ------------------------------------------- | --------------------------------------------- | --------------------------------------------- | ------------ | --------- |
| „Colors of the Wind”                  | Pocahontas                                  | Alan Menken                                   | Stephen Schwartz                              | Judy Kuhn    | Wygrana   |
| „Dead Man Walkin’”                    | Przed egzekucją (Dead Man Walking)          | Bruce Springsteen                             | Bruce Springsteen                             | David Bowie  | Nominacja |
| „Have You Ever Really Loved a Woman?” | Don Juan DeMarco                            | Michael Kamen, Bryan Adams, Robert John Lange | Michael Kamen, Bryan Adams, Robert John Lange | Bryan Adams  | Nominacja |
| „Moonlight”                           | Sabrina                                     | John Williams                                 | Alan Bergman, Marilyn Bergman                 | Sting        | Nominacja |
| „You’ve Got a Friend in Me”           | Toy Story                                   | Randy Newman                                  | Randy Newman                                  | Randy Newman | Nominacja |

1996
Źródło:
| Tytuł piosenki            | Polski tytuł filmu (Oryginalny tytuł filmu)      | Autor muzyki                                                 | Autor słów                                                   | Wykonawca        | Uwagi     |
| ------------------------- | ------------------------------------------------ | ------------------------------------------------------------ | ------------------------------------------------------------ | ---------------- | --------- |
| „You Must Love Me”        | Evita                                            | Andrew Lloyd Webber                                          | Tim Rice                                                     | Madonna          | Wygrana   |
| „I Finally Found Someone” | Miłość ma dwie twarze (The Mirror Has Two Faces) | Barbra Streisand, Marvin Hamlisch, Bryan Adams, Robert Lange | Barbra Streisand, Marvin Hamlisch, Bryan Adams, Robert Lange | Barbra Streisand | Nominacja |
| „For the First Time”      | Szczęśliwy dzień (One Fine Day)                  | James Newton Howard, Jud J. Friedman, Allan Dennis Rich      | James Newton Howard, Jud J. Friedman, Allan Dennis Rich      | Kenny Loggins    | Nominacja |
| „That Thing You Do!”      | Szaleństwa młodości (That Thing You Do!)         | Adam Schlesinger                                             | Adam Schlesinger                                             | The Wonders      | Nominacja |
| „Because You Loved Me”    | Namiętności (Up Close and Personal)              | Diane Warren                                                 | Diane Warren                                                 | Céline Dion      | Nominacja |

1997
Źródło:
| Tytuł piosenki        | Polski tytuł filmu (Oryginalny tytuł filmu) | Autor muzyki     | Autor słów    | Wykonawca      | Uwagi     |
| --------------------- | ------------------------------------------- | ---------------- | ------------- | -------------- | --------- |
| „My Heart Will Go On” | Titanic                                     | James Horner     | Will Jennings | Céline Dion    | Wygrana   |
| „Journey to the Past” | Anastazja (Anastasia)                       | Stephen Flaherty | Lynn Ahrens   | Aaliyah        | Nominacja |
| „How Do I Live”       | Con Air – lot skazańców (Con Air)           | Diane Warren     | Diane Warren  | Kenny Loggins  | Nominacja |
| „Miss Misery”         | Buntownik z wyboru (Good Will Hunting)      | Elliott Smith    | Elliott Smith | The Wonders    | Nominacja |
| „Go the Distance”     | Herkules (Hercules)                         | Alan Menken      | David Zippel  | Michael Bolton | Nominacja |

1998
Źródło:
| Tytuł piosenki                 | Polski tytuł filmu (Oryginalny tytuł filmu)                            | Autor muzyki                     | Autor słów                                                  | Wykonawca                      | Uwagi     |
| ------------------------------ | ---------------------------------------------------------------------- | -------------------------------- | ----------------------------------------------------------- | ------------------------------ | --------- |
| „When You Believe”             | Książę Egiptu (The Prince of Egypt)                                    | Stephen Schwartz                 | Stephen Schwartz                                            | Mariah Carey i Whitney Houston | Wygrana   |
| „I Don’t Want to Miss a Thing” | Armageddon                                                             | Diane Warren                     | Diane Warren                                                | Aerosmith                      | Nominacja |
| „That’ll Do”                   | Babe: Świnka w mieście (Babe: Pig in the City)                         | Randy Newman                     | Randy Newman                                                | Randy Newman                   | Nominacja |
| „A Soft Place to Fall”         | Zaklinacz koni (The Horse Whisperer)                                   | Allison Moorer, Gwil Owen        | Allison Moorer, Gwil Owen                                   | Allison Moorer                 | Nominacja |
| „The Prayer”                   | Magiczny miecz – Legenda Camelotu (The Magic Sword: Quest for Camelot) | Carole Bayer Sager, David Foster | Carole Bayer Sager, David Foster, Tony Renis, Alberto Testa | Céline Dion i Andrea Bocelli   | Nominacja |

1999
Źródło:
| Tytuł piosenki          | Polski tytuł filmu (Oryginalny tytuł filmu)                | Autor muzyki              | Autor słów                | Wykonawca               | Uwagi     |
| ----------------------- | ---------------------------------------------------------- | ------------------------- | ------------------------- | ----------------------- | --------- |
| „You’ll Be in My Heart” | Tarzan                                                     | Phil Collins              | Phil Collins              | Phil Collins            | Wygrana   |
| „Save Me”               | Magnolia                                                   | Aimee Mann                | Aimee Mann                | Aimee Mann              | Nominacja |
| „Music of My Heart”     | Koncert na 50 serc (Music of the Heart)                    | Diane Warren              | Diane Warren              | Gloria Estefan i *NSYNC | Nominacja |
| „Blame Canada”          | Miasteczko South Park (South Park: Bigger, Longer & Uncut) | Trey Parker, Marc Shaiman | Trey Parker, Marc Shaiman | Robin Williams          | Nominacja |
| „When She Loved Me”     | Toy Story 2 (Toy Story II)                                 | Randy Newman              | Randy Newman              | Sarah McLachlan         | Nominacja |

### 2000–2009
2000
Źródło:
| Tytuł piosenki           | Polski tytuł filmu (Oryginalny tytuł filmu) | Autor muzyki              | Autor słów                       | Wykonawca    | Uwagi     |
| ------------------------ | ------------------------------------------- | ------------------------- | -------------------------------- | ------------ | --------- |
| „Things Have Changed”    | Cudowni chłopcy (Wonder Boys)               | Bob Dylan                 | Bob Dylan                        | Bob Dylan    | Wygrana   |
| „I’ve Seen It All”       | Tańcząc w ciemnościach (Dancer in the Dark) | Björk                     | Lars von Trier i Sjon Sigurdsson | Björk        | Nominacja |
| „My Funny Friend and Me” | Nowe szaty króla (The Emperor's New Groove) | Sting                     | Sting i David Hartley            | Sting        | Nominacja |
| „A Fool in Love”         | Poznaj mojego tatę (Meet the Parents)       | Randy Newman              | Randy Newman                     | Randy Newman | Nominacja |
| „Now We Are Free”        | Gladiator                                   | Hans Zimmer, Lisa Gerrard | Lisa Gerrard                     | Lisa Gerrard | Nominacja |

2001
Źródło:
| Tytuł piosenki         | Polski tytuł filmu (Oryginalny tytuł filmu)                                                | Autor muzyki     | Autor słów     | Wykonawca                    | Uwagi     |
| ---------------------- | ------------------------------------------------------------------------------------------ | ---------------- | -------------- | ---------------------------- | --------- |
| „If I Didn’t Have You” | Potwory i spółka (Monsters, Inc.)                                                          | Randy Newman     | Randy Newman   | Billy Crystal i John Goodman | Wygrana   |
| „Until…”               | Kate i Leopold (Kate & Leopold)                                                            | Sting            | Sting          | Sting                        | Nominacja |
| „May It Be”            | Władca Pierścieni: Drużyna Pierścienia (The Lord of the Rings: The Fellowship of the Ring) | Enya, Nicky Ryan | Roma Ryan      | Enya                         | Nominacja |
| „There You’ll Be”      | Pearl Harbor                                                                               | Diane Warren     | Diane Warren   | Faith Hill                   | Nominacja |
| „Vanilla Sky”          | Vanilla Sky                                                                                | Paul McCartney   | Paul McCartney | Paul McCartney               | Nominacja |

2002
Źródło:
| Tytuł piosenki                 | Polski tytuł filmu (Oryginalny tytuł filmu) | Autor muzyki                               | Autor słów                                 | Wykonawca                             | Uwagi     |
| ------------------------------ | ------------------------------------------- | ------------------------------------------ | ------------------------------------------ | ------------------------------------- | --------- |
| „Lose Yourself”                | 8 Mila (8 Mile)                             | Eminem, Jeff Bass, Luis Resto              | Eminem                                     | Eminem                                | Wygrana   |
| „I Move On”                    | Chicago                                     | John Kander                                | Fred Ebb                                   | Renée Zellweger, Catherine Zeta-Jones | Nominacja |
| „Burn It Blue”                 | Frida                                       | Elliot Goldenthal                          | Julie Taymor                               | Caetano Veloso i Lila Downs           | Nominacja |
| „The Hands That Built America” | Gangi Nowego Jorku (Gangs of New York)      | Bono, The Edge, Adam Clayton, Larry Mullen | Bono, The Edge, Adam Clayton, Larry Mullen | U2                                    | Nominacja |
| „Father and Daughter”          | Dzika rodzinka (The Wild Thornberrys Movie) | Paul Simon                                 | Paul Simon                                 | Paul Simon                            | Nominacja |

2003
Źródło:
| Tytuł piosenki                     | Polski tytuł filmu (Oryginalny tytuł filmu)                                     | Autor muzyki                           | Autor słów                             | Wykonawca      | Uwagi     |
| ---------------------------------- | ------------------------------------------------------------------------------- | -------------------------------------- | -------------------------------------- | -------------- | --------- |
| „Into the West”                    | Władca Pierścieni: Powrót króla (The Lord of the Rings: The Return of the King) | Fran Walsh, Howard Shore, Annie Lennox | Fran Walsh, Howard Shore, Annie Lennox | Annie Lennox   | Wygrana   |
| „The Scarlet Tide”                 | Wzgórze nadziei (Cold Mountain)                                                 | T Bone Burnett, Elvis Costello         | T Bone Burnett, Elvis Costello         | Alison Krauss  | Nominacja |
| „You Will Be My Ain True Love”     | Wzgórze nadziei (Cold Mountain)                                                 | Sting                                  | Sting                                  | Sting          | Nominacja |
| „A Kiss at the End of the Rainbow” | A Mighty Wind                                                                   | Michael McKean, Annette O’Toole        | Michael McKean, Annette O’Toole        | Mitch & Mickey | Nominacja |
| „Belleville Rendez-Vous”           | Trio z Belleville (Les Triplettes de Belleville)                                | Benoît Charest                         | Sylvain Chomet                         | Mathieu Chedid | Nominacja |

2004
Źródło:
| Tytuł piosenki         | Polski tytuł filmu (Oryginalny tytuł filmu)    | Autor muzyki                                                                                 | Autor słów                   | Wykonawca      | Uwagi     |
| ---------------------- | ---------------------------------------------- | -------------------------------------------------------------------------------------------- | ---------------------------- | -------------- | --------- |
| „Al otro lado del río” | Dzienniki motocyklowe (Diarios de motocicleta) | Jorge Drexler                                                                                | Jorge Drexler                | Jorge Drexler  | Wygrana   |
| „Vois sur ton chemin”  | Pan od muzyki (Les choristes)                  | Bruno Coulais                                                                                | Christophe Barratier         | MoonSun        | Nominacja |
| „Learn to Be Lonely”   | Upiór w operze (The Phantom of the Opera)      | Andrew Lloyd Webber                                                                          | Charles Hart                 | Minnie Driver  | Nominacja |
| „Believe”              | Ekspres polarny (The Polar Express)            | Glen Ballard, Alan Silvestri                                                                 | Glen Ballard, Alan Silvestri | Josh Groban    | Nominacja |
| „Accidentally in Love” | Shrek 2                                        | Adam Duritz, Charlie Gillingham, Jim Bogios, David Immerglück, Matthew Malley i David Bryson | Adam Duritz, Daniel Vickrey  | Counting Crows | Nominacja |

2005
Źródło:
| Tytuł piosenki                 | Polski tytuł filmu (Oryginalny tytuł filmu) | Autor muzyki                                    | Autor słów                                      | Wykonawca       | Uwagi     |
| ------------------------------ | ------------------------------------------- | ----------------------------------------------- | ----------------------------------------------- | --------------- | --------- |
| „Its Hard Out Here for a Pimp” | Pod prąd (Hustle & Flow)                    | Jordan Houston, Cedric Coleman, Paul Beauregard | Jordan Houston, Cedric Coleman, Paul Beauregard | Terrence Howard | Wygrana   |
| „In the Deep”                  | Miasto gniewu (Crash)                       | Kathleen York, Michael Becker                   | Kathleen York                                   | Kathleen York   | Nominacja |
| „Travelin’ Thru”               | Transamerica                                | Dolly Parton                                    | Dolly Parton                                    | Dolly Parton    | Nominacja |

2006
Źródło:
| Tytuł piosenki      | Polski tytuł filmu (Oryginalny tytuł filmu) | Autor muzyki                | Autor słów        | Wykonawca         | Uwagi     |
| ------------------- | ------------------------------------------- | --------------------------- | ----------------- | ----------------- | --------- |
| „I Need to Wake Up” | Niewygodna prawda (An Inconvenient Truth)   | Melissa Etheridge           | Melissa Etheridge | Melissa Etheridge | Wygrana   |
| „Our Town”          | Auta (Cars)                                 | Randy Newman                | Randy Newman      | James Taylor      | Nominacja |
| „Listen”            | Dreamgirls                                  | Henry Krieger, Scott Cutler | Anne Preven       | Beyoncé           | Nominacja |
| „Love You I Do”     | Dreamgirls                                  | Henry Krieger               | Siedah Garrett    | Jennifer Hudson   | Nominacja |
| „Patience”          | Dreamgirls                                  | Henry Krieger               | Willie Reale      | Eddie Murphy      | Nominacja |

2007
Źródło:
| Tytuł piosenki        | Polski tytuł filmu (Oryginalny tytuł filmu) | Autor muzyki                             | Autor słów                               | Wykonawca              | Uwagi     |
| --------------------- | ------------------------------------------- | ---------------------------------------- | ---------------------------------------- | ---------------------- | --------- |
| „Falling Slowly”      | Once (Once)                                 | Glen Hansard, Markéta Irglová            | Glen Hansard, Markéta Irglová            | The Swell Season       | Wygrana   |
| „Happy Working Song”  | Zaczarowana (Enchanted)                     | Alan Menken                              | Stephen Schwartz                         | Amy Adams              | Nominacja |
| „So Close”            | Zaczarowana (Enchanted)                     | Alan Menken                              | Stephen Schwartz                         | John McLaughlin        | Nominacja |
| „That’s How You Know” | Zaczarowana (Enchanted)                     | Alan Menken                              | Stephen Schwartz                         | Amy Adams, Demi Lovato | Nominacja |
| „Raise It Up”         | Cudowne dziecko (August Rush)               | Jamil Joseph, Charles Mack, Tevin Thomas | Jamil Joseph, Charles Mack, Tevin Thomas | Jamia Simone Nash      | Nominacja |

2008
Źródło:
| Tytuł piosenki  | Polski tytuł filmu (Oryginalny tytuł filmu)     | Autor muzyki                 | Autor słów          | Wykonawca           | Uwagi     |
| --------------- | ----------------------------------------------- | ---------------------------- | ------------------- | ------------------- | --------- |
| „Jai Ho”        | Slumdog. Milioner z ulicy (Slumdog Millionaire) | A.R. Rahman                  | Gulzar              | The Pussycat Dolls  | Wygrana   |
| „O Saya”        | Slumdog. Milioner z ulicy (Slumdog Millionaire) | A.R. Rahman                  | A.R. Rahman, M.I.A. | A.R. Rahman, M.I.A. | Nominacja |
| „Down to Earth” | WALL·E                                          | Peter Gabriel, Thomas Newman | Peter Gabriel       | Peter Gabriel       | Nominacja |

2009
Źródło:
| Tytuł piosenki        | Polski tytuł filmu (Oryginalny tytuł filmu)    | Autor muzyki                 | Autor słów                   | Wykonawca        | Uwagi     |
| --------------------- | ---------------------------------------------- | ---------------------------- | ---------------------------- | ---------------- | --------- |
| „The Weary Kind”      | Szalone serce (Crazy Heart)                    | Ryan Bingham, T Bone Burnett | Ryan Bingham, T Bone Burnett | Jeff Bridges     | Wygrana   |
| „Almost There”        | Księżniczka i żaba (The Princess and the Frog) | Randy Newman                 | Randy Newman                 | Anika Noni Rose  | Nominacja |
| „Down in New Orleans” |                                                | Randy Newman                 | Randy Newman                 | Anika Noni Rose  | Nominacja |
| „Loin de Paname”      | Paryż 36 (Faubourg 36)                         | Reinhardt Wagner             | Frank Thomas                 | Nora Arnezeder   | Nominacja |
| „Take It All”         | Dziewięć (Nine)                                | Maury Yeston                 | Maury Yeston                 | Marion Cotillard | Nominacja |

### 2010–2019
2010
Źródło:
| Tytuł piosenki       | Polski tytuł filmu (Oryginalny tytuł filmu) | Autor muzyki                                           | Autor słów                                             | Wykonawca                 | Uwagi     |
| -------------------- | ------------------------------------------- | ------------------------------------------------------ | ------------------------------------------------------ | ------------------------- | --------- |
| „We Belong Together” | Toy Story 3                                 | Randy Newman                                           | Randy Newman                                           | Randy Newman              | Wygrana   |
| „I See the Light”    | Zaplątani (Tangled)                         | Alan Menken                                            | Glenn Slater                                           | Mandy Moore, Zachary Levi | Nominacja |
| „If Rise”            | 127 godzin (127 Hours)                      | A.R. Rahman                                            | Rollo Armstrong, Dido                                  | Dido, A.R. Rahman         | Nominacja |
| „Coming Home”        | Country Strong                              | Bob DiPiero, Tom Douglas, Hillary Lindsey, Troy Verges | Bob DiPiero, Tom Douglas, Hillary Lindsey, Troy Verges | Gwyneth Paltrow           | Nominacja |

2011
Źródło:
| Tytuł piosenki  | Polski tytuł filmu (Oryginalny tytuł filmu) | Autor muzyki                   | Autor słów     | Wykonawca                                                                            | Uwagi     |
| --------------- | ------------------------------------------- | ------------------------------ | -------------- | ------------------------------------------------------------------------------------ | --------- |
| „Man or Muppet” | Muppety (The Muppets)                       | Bret McKenzie                  | Bret McKenzie  | Jason Segel                                                                          | Wygrana   |
| „Real in Rio”   | Rio                                         | Sérgio Mendes, Carlinhos Brown | Siedah Garrett | Jesse Eisenberg, Jamie Foxx, Anne Hathaway, George Lopez, Will.i.am, The Rio Singers | Nominacja |

2012
Źródło:
| Tytuł piosenki                  | Polski tytuł filmu (Oryginalny tytuł filmu) | Autor muzyki            | Autor słów                      | Wykonawca                       | Uwagi     |
| ------------------------------- | ------------------------------------------- | ----------------------- | ------------------------------- | ------------------------------- | --------- |
| „Skyfall”                       | Skyfall                                     | Adele, Paul Epworth     | Adele, Paul Epworth             | Adele                           | Wygrana   |
| „Everybody Needs a Best Friend” | Ted                                         | Walter Murphy           | Seth MacFarlane                 | Norah Jones                     | Nominacja |
| „Before My Time”                | Ścigając arktyczny lód (Chasing Ice)        | J. Ralph                | J. Ralph                        | Scarlett Johansson, Joshua Bell | Nominacja |
| „Pi’s Lullaby”                  | Życie Pi (Life of Pi)                       | Mychael Danna           | Bombay Jayashri                 | Bombay Jayashri                 | Nominacja |
| „Suddenly”                      | Les Misérables. Nędznicy (Les Misérables)   | Claude-Michel Schönberg | Herbert Kretzmer, Alain Boublil | Hugh Jackman                    | Nominacja |

2013
Źródło:
| Tytuł piosenki  | Polski tytuł filmu (Oryginalny tytuł filmu)                | Autor muzyki                                        | Autor słów                           | Wykonawca                           | Uwagi     |
| --------------- | ---------------------------------------------------------- | --------------------------------------------------- | ------------------------------------ | ----------------------------------- | --------- |
| „Let It Go”     | Kraina lodu (Frozen)                                       | Kristen Anderson-Lopez, Robert Lopez                | Kristen Anderson-Lopez, Robert Lopez | Idina Menzel                        | Wygrana   |
| „Ordinary Love” | Mandela: Droga do wolności (Mandela: Long Walk to Freedom) | Paul Hewson, Dave Evans, Adam Clayton, Larry Mullen | Paul Hewson                          | U2                                  | Nominacja |
| „Happy”         | Minionki rozrabiają (Despicable Me 2)                      | Pharrell Williams                                   | Pharrell Williams                    | Pharrell Williams                   | Nominacja |
| „The Moon Song” | Ona (Her)                                                  | Karen O                                             | Karen O, Spike Jonze                 | Scarlett Johansson, Joaquin Phoenix | Nominacja |

2014
Źródło:
| Tytuł piosenki           | Polski tytuł filmu (Oryginalny tytuł filmu) | Autor muzyki                        | Autor słów                          | Wykonawca                         | Uwagi     |
| ------------------------ | ------------------------------------------- | ----------------------------------- | ----------------------------------- | --------------------------------- | --------- |
| „Glory”                  | Selma                                       | John Stephens                       | Lonnie Lynn                         | Common, John Legend               | Wygrana   |
| „Everything Is Awesome”  | Lego: Przygoda (The Lego Movie)             | Shawn Patterson                     | Shawn Patterson                     | Tegan and Sara, The Lonely Island | Nominacja |
| „Grateful”               | Beyond the Lights                           | Diane Warren                        | Diane Warren                        | Rita Ora                          | Nominacja |
| „I’m Not Gonna Miss You” | Glen Campbell: I’ll Be Me                   | Glen Campbell, Julian Raymond       | Glen Campbell, Julian Raymond       | Glen Campbell                     | Nominacja |
| „Lost Stars”             | Zacznijmy od nowa (Begin Again)             | Gregg Alexander, Danielle Brisebois | Gregg Alexander, Danielle Brisebois | Adam Levine                       | Nominacja |

2015
Źródło:
| Tytuł piosenki          | Polski tytuł filmu (Oryginalny tytuł filmu)      | Autor muzyki i słów       | Wykonawca  | Uwagi     |
| ----------------------- | ------------------------------------------------ | ------------------------- | ---------- | --------- |
| „Writing’s on the Wall” | Spectre                                          | Jimmy Napes, Sam Smith    | Sam Smith  | Wygrana   |
| „Til It Happens to You” | Pole walki (The Hunting Ground)                  | Diane Warren, Lady Gaga   | Lady Gaga  | Nominacja |
| „Manta Ray”             | Ginący świat (Racing Extinction)                 | J. Ralph                  | Anohni     | Nominacja |
| „Simple Song #3”        | Młodość (Youth)                                  | Glen Campbell, David Lang | David Lang | Nominacja |
| „Earned It”             | Pięćdziesiąt twarzy Greya (Fifty Shades of Grey) | The Weeknd                | The Weeknd | Nominacja |

2016
Źródło:
| Tytuł piosenki                   | Polski tytuł filmu (Oryginalny tytuł filmu) | Autor muzyki i słów                       | Wykonawca                | Uwagi     |
| -------------------------------- | ------------------------------------------- | ----------------------------------------- | ------------------------ | --------- |
| „City of Stars”                  | La La Land                                  | Justin Hurwitz, Benj Pasek i Justin Paul  | Emma Stone, Ryan Gosling | Wygrana   |
| „The Empty Chair”                | Jim                                         | J. Ralph i Sting                          | Sting                    | Nominacja |
| „How Far I’ll Go”                | Vaiana: Skarb oceanu (Moana)                | Lin-Manuel Miranda                        | Auliʻi Cravalho          | Nominacja |
| „Can’t Stop the Feeling!”        | Trolle (Trolls)                             | Max Martin, Shellback i Justin Timberlake | Justin Timberlake        | Nominacja |
| „Audition (The Fools Who Dream)” | La La Land                                  | Justin Hurwitz, Benj Pasek i Justin Paul  | Emma Stone               | Nominacja |

2017
Źródło:
| Tytuł piosenki           | Polski tytuł filmu (Oryginalny tytuł filmu)  | Autor muzyki i słów                           | Wykonawca                                       | Uwagi     |
| ------------------------ | -------------------------------------------- | --------------------------------------------- | ----------------------------------------------- | --------- |
| „Remember Me”            | Coco                                         | Kristen Anderson-Lopez i Robert Lopez         | Miguel, Gael García Bernal i Natalia Lafourcade | Wygrana   |
| „Mystery of Love”        | Tamte dni, tamte noce (Call Me by Your Name) | Sufjan Stevens                                | Sufjan Stevens                                  | Nominacja |
| „Mighty River”           | Mudbound                                     | Mary J. Blige, Raphael Saadiq i Taura Stinson | Mary J. Blige                                   | Nominacja |
| „Stand Up for Something” | Marshall                                     | Diane Warren i Common                         | Andra Day i Common                              | Nominacja |
| „This Is Me”             | Król rozrywki (The Greatest Showman)         | Benj Pasek i Justin Paul                      | Keala Settle                                    | Nominacja |

2018
Źródło:
| Tytuł piosenki                             | Polski tytuł filmu (Oryginalny tytuł filmu)                 | Autor muzyki                                  | Autor słów                                                | Wykonawca                        | Uwagi     |
| ------------------------------------------ | ----------------------------------------------------------- | --------------------------------------------- | --------------------------------------------------------- | -------------------------------- | --------- |
| „Shallow”                                  | Narodziny gwiazdy (A Star Is Born)                          | Lady Gaga                                     | Lady Gaga, Andrew Wyatt, Anthony Rossomando i Mark Ronson | Lady Gaga i Bradley Cooper       | Wygrana   |
| „All the Stars”                            | Czarna Pantera (Black Panther)                              | Kendrick Lamar, Mark Spears i Anthony Tiffith | Kendrick Lamar, SZA i Anthony Tiffith                     | Kendrick Lamar i SZA             | Nominacja |
| „I’ll Fight”                               | RBG                                                         | Diane Warren                                  | Diane Warren                                              | Jennifer Hudson                  | Nominacja |
| „The Place Where Lost Things Go”           | Mary Poppins powraca (Mary Poppins Return)                  | Marc Shaiman                                  | Scott Wittman i Marc Shaiman                              | Emily Blunt                      | Nominacja |
| „When a Cowboy Trades His Spurs for Wings” | Ballada o Busterze Scruggsie (The Ballad of Buster Scruggs) | Gillian Welch i David Rawlings                | Gillian Welch i David Rawlings                            | Willie Watson i Tim Blake Nelson | Nominacja |

2019
Źródło:
| Tytuł piosenki                        | Polski tytuł filmu (Oryginalny tytuł filmu) | Autor muzyki                           | Autor słów                             | Wykonawca                  | Uwagi     |
| ------------------------------------- | ------------------------------------------- | -------------------------------------- | -------------------------------------- | -------------------------- | --------- |
| „(I’m Gonna) Love Me Again”           | Rocketman                                   | Elton John                             | Bernie Taupin                          | Elton John i Taron Egerton | Wygrana   |
| „I Can’t Let You Throw Yourself Away" | Toy Story 4                                 | Randy Newman                           | Randy Newman                           | Randy Newman               | Nominacja |
| „I’m Standing with You”               | Przepływ wiary (Breakthrough)               | Diane Warren                           | Chrissy Metz                           |                            | Nominacja |
| „Into the Unknown”                    | Kraina lodu II (Frozen II)                  | Kristen Anderson-Lopez i Rober Lopez   | Kristen Anderson-Lopez i Rober Lopez   | Idina Menzel               | Nominacja |
| „Stand Up”                            | Harriet                                     | Joshuah Brian Campbell i Cynthia Erivo | Joshuah Brian Campbell i Cynthia Erivo | Cynthia Erivo              | Nominacja |

## Zdobywcy więcej niż jednej statuetki
(W nawiasie uwzględniono liczbę zdobytych nominacji)

- 4: Sammy Cahn (26)
- 4: Alan Menken (10)
- 4: Johnny Mercer (18)
- 4: Jimmy Van Heusen (14)
- 3: Ray Evans (7)
- 3: Jay Livingston (7)
- 3: Tim Rice (5)
- 3: Harry Warren (11)
- 3: Paul Francis Webster (16)
- 2: Howard Ashman (7)
- 2: Burt Bacharach (5)
- 2: Alan Bergman (15)
- 2: Marilyn Bergman (15)
- 2: Sammy Fain (10)
- 2: Oscar Hammerstein II (5)
- 2: Joel Hirschhorn (3)
- 2: Will Jennings (3)
- 2: Al Kasha (3)
- 2: Jerome Kern (7)
- 2: Henry Mancini (11)
- 2: Giorgio Moroder (2)
- 2: Stephen Schwartz (2)
- 2: Ned Washington (11)